# Mesembryanthemum tetragonum
Mesembryanthemum tetragonum är en isörtsväxtart som beskrevs av Carl Peter Thunberg. Mesembryanthemum tetragonum ingår i Isörtssläktet som ingår i familjen isörtsväxter. Inga underarter finns listade i Catalogue of Life.